# Мокрокалигірська сільська територіальна громада
Мокрокалигі́рська сільська об'єднана територіальна громада — об'єднана територіальна громада в Україні, у складі Звенигородського району Черкаської області. Адміністративний центр — село Мокра Калигірка.
Площа громади — 127 км², населення — 4194 мешканці (2018).

## Історія
Громада утворена 4 вересня 2015 року шляхом об'єднання Єлизаветської, Мокрокалигірської, Сухокалигірської та Ярошівської сільських рад Катеринопільського району.
Перші вибори відбулись 25 жовтня 2015 року.
Згідно з розпорядженням Кабінету Міністрів України від 12.06.2020 № 728-р до складу громади були включені також Киселівська та Ступичненська сільські ради.

## Склад
До складу громади входять:
| Населений пункт       | Населення, осіб (2001) |
| --------------------- | ---------------------- |
| Єлизаветка, село      | 560                    |
| Киселівка, село       | 520                    |
| Любисток, село        | 150                    |
| Мокра Калигірка, село | 1975                   |
| Надвисся, село        | 202                    |
| Ступичне, село        | 674                    |
| Суха Калигірка, село  | 579                    |
| Червоний Брід, селище | 20                     |
| Ярошівка, село        | 1823                   |